# Essertines-en-Donzy
Essertines-en-Donzy ist eine Gemeinde in Südfrankreich im Bereich des Zentralmassivs. Sie gehört zur Verwaltungsregion Auvergne-Rhône-Alpes (vor 2016 Rhône-Alpes), zum Département Loire, zum Arrondissement Montbrison und zum Kanton Feurs. 

## Lage
Das Gemeindegebiet wird vom Fluss Loise durchquert. Es grenzt im Nordwesten an Panissières, im Nordosten an Chambost-Longessaigne, im Südosten an Saint-Martin-Lestra und im Südwesten an Jas.

## Weblinks

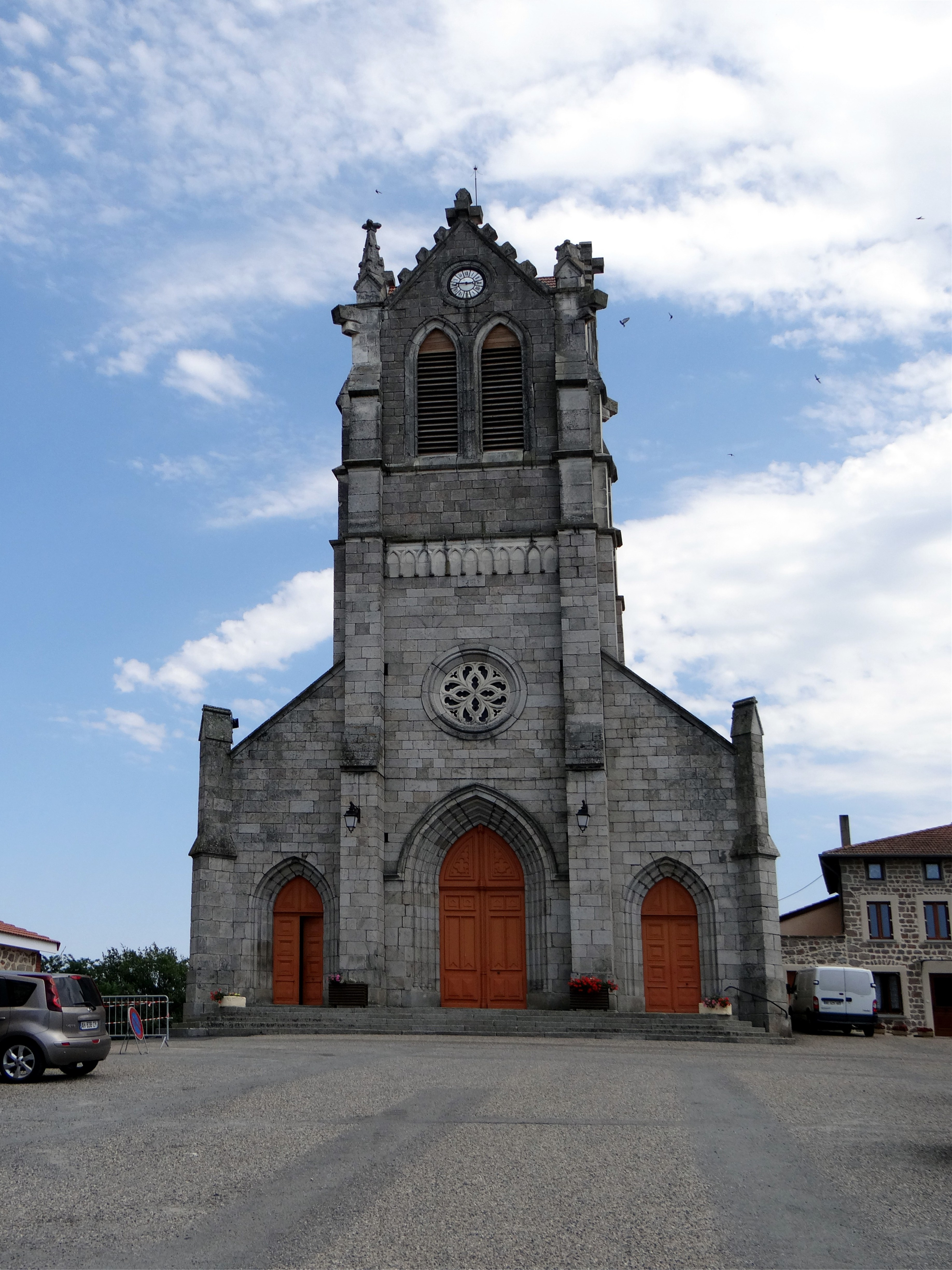
Kirche Saint-Denis

## Bevölkerungsentwicklung
| Jahr                       | 1962 | 1968 | 1975 | 1982 | 1990 | 1999 | 2008 | 2017 |
| -------------------------- | ---- | ---- | ---- | ---- | ---- | ---- | ---- | ---- |
| Einwohner                  | 510  | 495  | 424  | 419  | 397  | 434  | 479  | 490  |
| Quellen: Cassini und INSEE |      |      |      |      |      |      |      |      |

## Sehenswürdigkeiten
- Kirche Saint-Denis